# Commerce (Teksas)
Commerce – miasto w Stanach Zjednoczonych, w stanie Teksas, w hrabstwie Hunt. Najdalej wysunięte na północny–wschód przedmieście aglomeracji Dallas. Według spisu w 2020 roku liczy 9,1 tys. mieszkańców. 

## Demografia
W 2020 roku 53% populacji stanowili biali (nie licząc Latynosów), 23,4% to czarni lub Afroamerykanie (dwukrotnie powyżej średniej stanowej), 11% to Latynosi, 6,1% miało pochodzenie azjatyckie, 4,2% to rdzenna ludność Ameryki (czterokrotnie powyżej średniej stanowej) i 3,2% było rasy mieszanej.